# 砍砸器 (考古學)

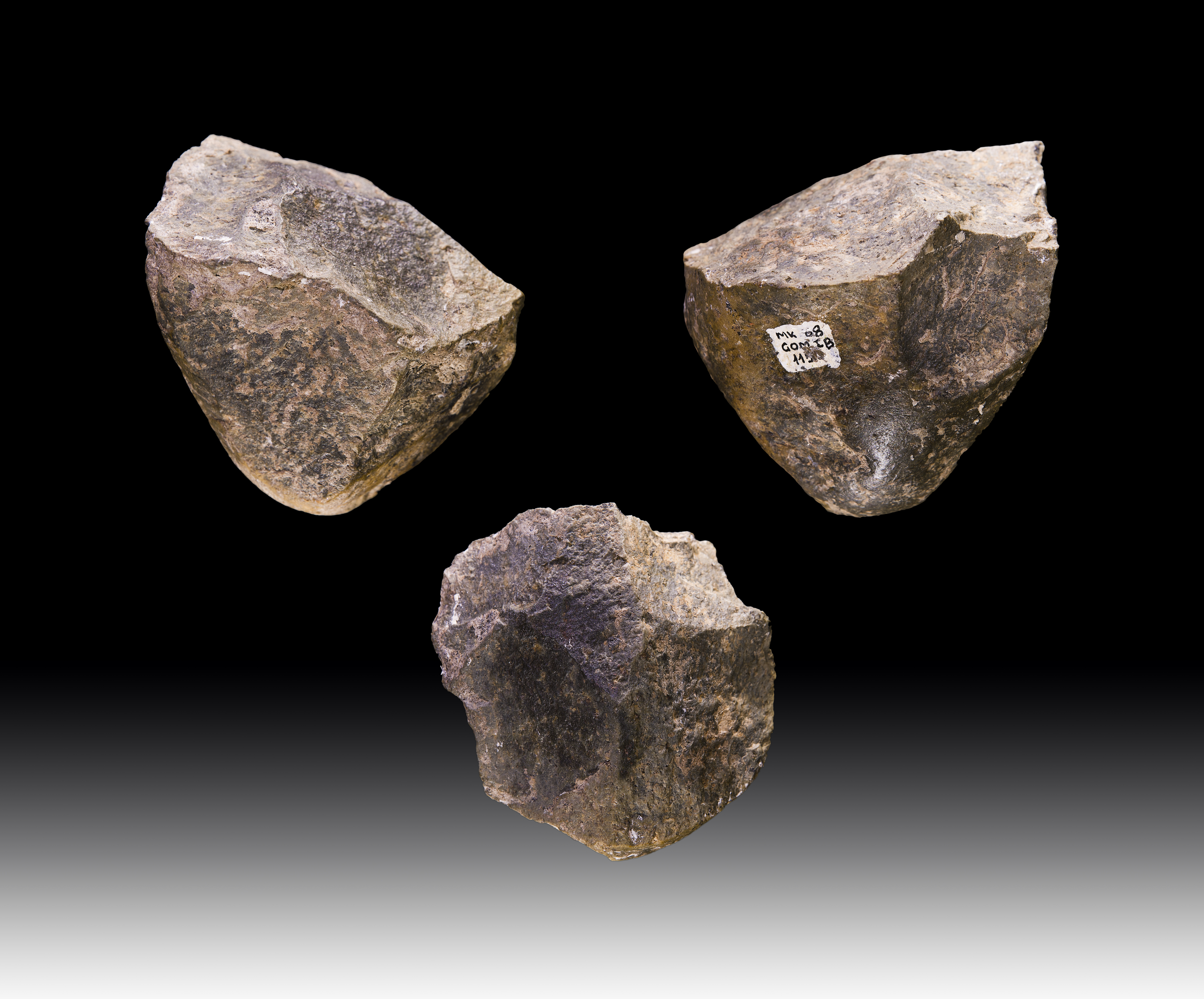
170萬年前的奧都萬工具 -衣索比亞的哈達爾

砍砸器 (英語：Chopper)，考古學家定義其為一種礫石工具，這種工具所用的石頭在某一側被削下石片，從而形成了不規則的刀刃。
砍砸器是簡略的石器形式，早在大約250萬年前的舊石器時代初期的工業中就有砍砸器。已知的最早標本是1930年代由路易斯·李奇在坦尚尼亞的奧杜瓦伊峽谷發現。這些工具根據其出土地點被命名為「奧都萬」（Oldowan）。這類工具的使用時間範圍估計在250萬到120萬年前。

## 構造
為了要製造這種工具，人們必須利用錘石削去石頭上的石片，使石頭的某一側具有非常鋒利的邊緣，可用來切割和劈砍物體。這是一種獨特的石器打製方式，因為僅修飾石頭的一側來產生切割面，未作切割用途的另一側則未被損及。這些古老的工具是由特定材料製作而成，起初，砍砸器是由石英、石英岩、玄武岩或黑曜石組成，在奧都萬時代後期，還會使用黑燧石（flint）和燧石（chert）這兩種材料，這些材料既能維持邊緣，又相當容易加工成所需的形狀。這種工具被設計成可以放在掌心，且未裝至任何其他可能使用的底座上。砍砸器很可能是人類最早使用的工具，這項設計的技術非常簡單，但其性能在許多不同的情況下都非常成功。從砍砸器的歷史以及有多少文化使用來看，並不意外它們能夠在全世界傳播。若今天發現了一塊石塊有磨薄的邊緣，顯示出作為工具使用的跡象，就可以將其歸類為砍砸器。

## 地點
砍砸器在地球上不僅限於存在單一地區：

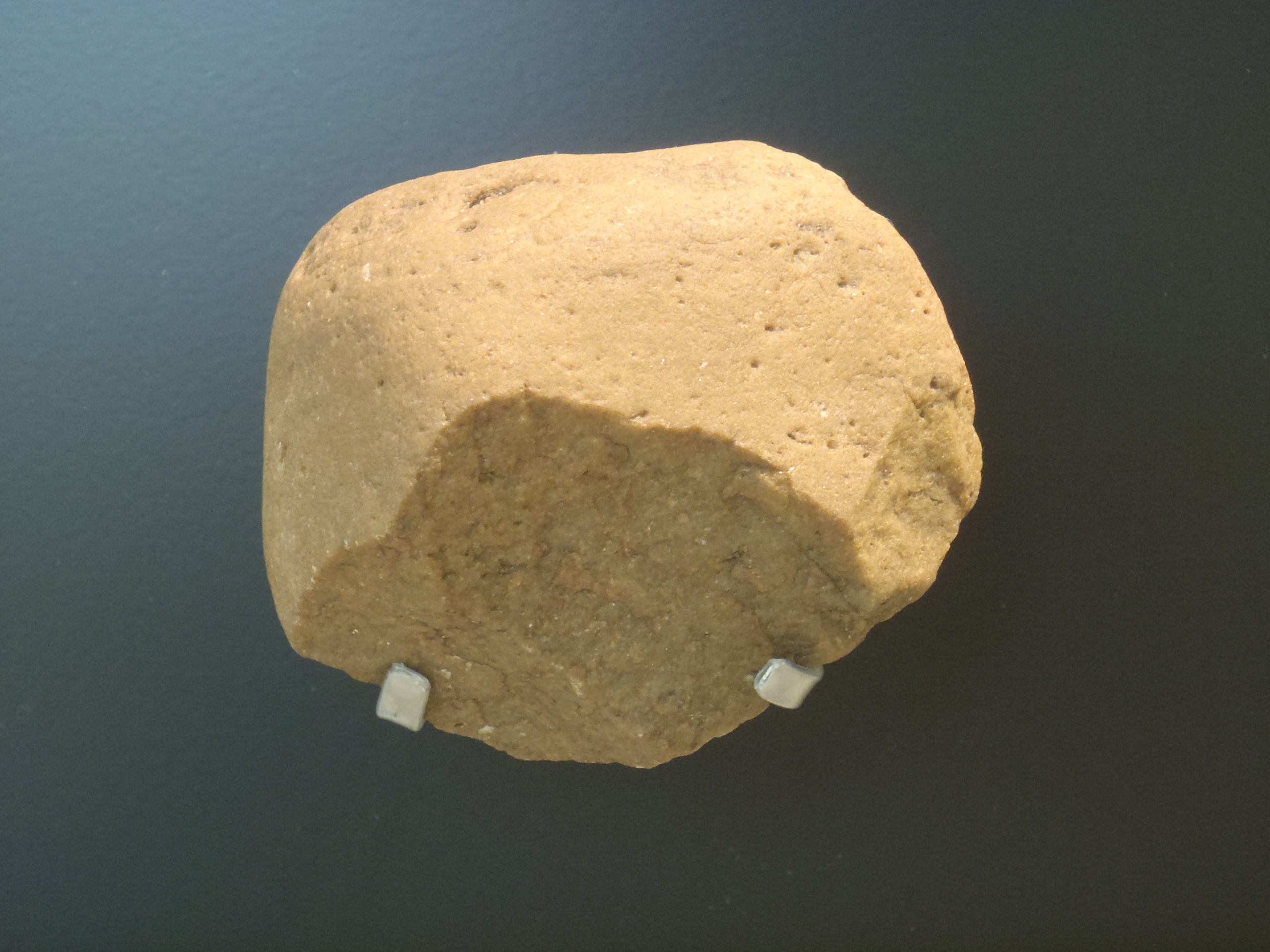
波札那出土的砍砸器，收藏於丹麥國立博物館

- 正如前面所提到的，非洲出土了已知最早的砍砸器，稱為奧都萬砍砸器。許多國家都有多個此類石器的遺址，包括埃及、衣索比亞、肯尼亞、坦尚尼亞和南非。
- 在北美，類似的石器也在南部和西南部的幾個州被發現，比如奧克拉荷馬州。
- 歐洲也是砍砸器的發源地，發現了各種石器簇。許多國家都有奧多萬工具，包括瑞典、葡萄牙、喬治亞、保加利亞、俄羅斯、西班牙、義大利、法國、德國、匈牙利、捷克共和國和英國。
- 在亞洲發現了可追溯到 166萬年前的石器，包括砍砸器，這些國家有中國、巴基斯坦、以色列和伊朗。 [3] [4]
- 在泰國北部的Sao Din發掘了大量石器。在回收的139件文物中，許多都屬於砍砸器類別。這些發現有助於區別東南亞的石器技術與歐洲經典的阿舍利聚簇（Acheulean assemblages）。 [5]

雖然在每個地區都發現了許多砍砸器，但這並不意味著所發現工具的製作方式都相似，其差異包括形狀、長度、材料和其他因素。這顯示了當時古文化之間的差異所在，以及這些文化是如何適應每個群體的特定需求。

## 用途
居住在地球上的古代人有著多種石製工具來執行各類活動。砍砸器同樣也用於木工，推測是用於磨銳長矛以及加工肉類。然而，砍砸器的用途是出於許多不同的目的。用來砍伐、切割和剁碎，砍砸器使早期人類得以切斷柔軟的材料，尤其是肉和木材。其中一項主要用途是切開獵物的皮肉，以獲得食物、皮和毛。工具的鋒利程度改善了整個過程。骨頭上的棱角和切割痕跡可以證明它們在這項任務中的用途。此外，這些工具還用於植物，如挖掘根部和刮削和砍伐木材。

## 隨時間發展
在歷史的後期，砍砸器似乎被更新的技術所淘汰。用於刮削和切割的掌上工具不再受到追捧，因為具有適合手部形狀的工具似乎是即將到來的趨勢。從大約160萬年前開始，一種被稱為阿舍利傳統的技術演變出現了。歸入此類別的工具被稱為最早期手斧用途的標志。與早期奧都萬工具或砍砸器最大的區別在於，阿舍利的雙面皆有石片被削下，而砍砸器則只有單面。

## 早期想法
G.Isaac（1970年代）最初提出的理論認為，砍砸器是用來狩獵和屠宰的。然而，砍砸器的大小並不表明砍砸器實際上有足以殺死像河馬這種動物的力量，因此L. Binford提出，動物是由食肉動物殺死的，而人類只是扮演清道夫的角色。此一理論已被 P. Shipman和R. Potts檢驗，由於被切割的骨頭上有牙印，且沒有吃剩食物的屍體或關節斷裂的痕跡，因此證據指向了人類是清道夫的觀點。

## 外部連結
- https://web.archive.org/web/20130914145745/http://www.ou.edu/cas/archsur/OKArtifacts/choppers.htm
- https://web.archive.org/web/20130820225555/http://anthro.palomar.edu/homo/homo_4.htm
- http://hearstmuseum.berkeley.edu/blog/chopper （页面存档备份，存于）
- http://anthromuseum.missouri.edu/minigalleries/handaxes/intro.shtml的存檔，存档日期2013-12-01.